# Janthinea
Janthinea é um gênero de traça pertencente à família Arctiidae.